# Stanisław Bondarenko
Stanisław Wałerijowycz Bondarenko (ukr. Станіслав Валерійович Бондаренко, ur. 29 sierpnia 1987) – ukraiński judoka. Olimpijczyk z Londynu 2012, gdzie zajął siedemnaste miejsce w wadze ciężkiej.
Uczestnik mistrzostw świata w 2009, 2010, 2014 i 2017. Startował w Pucharze Świata w latach 2008-2012, 2014 i 2018. Piąty na mistrzostwach Europy w 2011. Wicemistrz świata juniorów w 2006 roku.

## Letnie Igrzyska Olimpijskie 2012
| Konkurencja | Eliminacje           | Klas. końcowa |
| Konkurencja | Przeciwnik I         | Miejsce       |
| ----------- | -------------------- | ------------- |
| +100 kg     | Matjaž Ceraj (SLO) P | 17.           |